# ال دوبین
ال دوبین (انگلیسی: Al Dubin; ۱۰ ژوئن ۱۸۹۱ – ۱۱ فوریهٔ ۱۹۴۵) آهنگساز و ترانه‌سرا اهل ایالات متحده آمریکا بود.
یکی از دلایل شهرت او، همکاری‌هایش با هری وارن بود.
او در سال ۱۹۳۵ میلادی، برندهٔ جایزه اسکار بهترین ترانه شد.
از فیلم‌ها یا مجموعه‌های تلویزیونی که وی در آن‌ها نقش داشته‌است، می‌توان به جویندگان طلا در سال ۱۹۳۵، خیابان ۴۲ و سالی اشاره نمود.